# Anıl Taşdemir
Anıl Taşdemir (* 1. Januar 1988 in Söke, Provinz Aydın, Türkei) ist ein türkischer Fußballspieler.

## Karriere

### Vereine
Taşdemir, aufgewachsen in Söke, einer Stadt in der Provinz Aydın, begann seine Profilaufbahn bei Göztepe Izmir. Dort spielte er zwei Spielzeiten im zentralen Mittelfeld. Vor der Saison 2006/07 verpflichtete ihn Ankaraspor. Hier spielte befand er sich etwa eineinhalb Spielzeiten im Mannschaftskader und wurde anschließend an diverse Vereine ausgeliehen.
Im Sommer 2010 wechselte er dann zum Zweitligisten Samsunspor. Hier spielte er nur eine halbe Spielzeit und verließ den Verein in Richtung Akhisar Belediyespor. Bei seinem neuen Verein erhielt er unter dem Trainer sofort einen Stammplatz. Zum Ende der Saison 2011/12 erreichte man völlig überraschend die Meisterschaft der TFF 1. Lig und damit den direkten Aufstieg in die Süper Lig. Mit seinen sieben Saisontreffern war er einer der besten Torschützen seines Teams und hatte maßgeblichen Anteil an diesem Erfolg.
Zur Wintertransferperiode 2012/13 wechselte er innerhalb der Liga zum Schwarzmeerklub Orduspor. Bei diesem Verein avancierte Taşdemir besonders in der Saison 2013/14 zum Leistungsträger. Bis zum Saisonende erzielte er in 32 Ligaspielen 17 Tore und war damit sowohl bester Torschütze seines Vereins, als auch dritter der Torschützenliste der PTT 1. Lig 2013/14.
Durch diese Leistung empfahl er sich den Erstligaklubs und wechselte im Sommer 2014 zu Trabzonspor. Hier wurde er bereits im vorsaisonalen Vorbereitungscamp auf die neue Saison vom Trainer Vahid Halilhodžić aussortiert. Daher wechselte er in der Sommertransferperiode 2014 zum Zweitligisten Kayserispor. Mit diesem Verein wurde er zum Saisonende Zweitligameister und stieg dadurch in die Süper Lig auf.
Trotz des Aufstiegs mit Kayserispor verließ Taşdemir die Zentralanatolier und wechselte zum Zweitligisten Adana Demirspor. Mit 27 Einsätzen und drei Toren war er Teil der Mannschaft, die am Ende der Saison die Playoffs erreichte. Dort unterlag man im Finale um den Aufstieg in die Süper Lig Alanyaspor nach Elfmeterschießen.
Zur Saison 2016/17 unterschrieb er bei Denizlispor einen Vertrag bis zum Saisonende, welcher im Anschluss um ein weiteres Jahr verlängert wurde. Jedoch wechselte er bereits im Januar 2018 zum Drittligisten Fethiyespor. Nach jeweils halben Spielzeiten bei Fethiyespor und Fatih Karagümrük SK wechselte er zur Rückrunde der Saison 2018/19 Adanaspor.

### Nationalmannschaft
Taşdemir durchlief ab der türkischen U-17 die meisten türkischen Jugendnationalmannschaften. 2005 nahm der mit der türkischen U-17 an der U-17-Fußball-Europameisterschaft 2005 teil und wurde zum Ende Turniersieger. Im gleichen Jahr nahm man an der U-17-Fußball-Weltmeisterschaft 2005 und belegte mit seiner Mannschaft den vierten Platz. Zum Kader gehörten Spieler wie Nuri Şahin und Deniz Yılmaz.

## Erfolge
Mit Akhisar Belediyespor
- Meister der TFF 1. Lig und Aufstieg in die Süper Lig: 2011/12

Mit Kayserispor
- Meister der TFF 1. Lig und Aufstieg in die Süper Lig: 2014/15

Mit der türkischen U-17-Nationalmannschaft
- U-17-Europameister: 2005
- U-17-WM-Halbfinalist: 2005